# Rupture conventionnelle du contrat de travail
La rupture conventionnelle est un cas de rupture du contrat de travail français à durée indéterminée introduit par la loi portant modernisation du marché du travail du 25 juin 2008. Il s'agit d'une convention de séparation à l'amiable, 
c'est-à-dire d'un commun accord entre les parties, en-dehors de toute procédure judiciaire. Cette convention permet au salarié de bénéficier de l'indemnisation chômage de France Travail.

## Règles et procédure
La rupture conventionnelle doit être précédée d'au moins un entretien entre l'employeur et le salarié. Celui-ci peut se faire assister par une personne de son choix appartenant à l’entreprise. En cas d'absence de représentants du personnel, il peut se faire accompagner d'un conseiller du salarié qu'il choisit sur une liste arrêtée par le Préfet. La convention peut être signée par les deux parties le jour de cet entretien ou plus tard. En échange de sa signature, le salarié peut négocier un délai lui permettant de retrouver plus facilement un emploi, sans passer par France Travail. En effet, la date du départ de l'entreprise est librement négociée, il n'existe pas de préavis (hors délai de réflexion de 15 jours). 
Une fois la convention signée, chaque partie dispose de quinze jours calendaires pour se rétracter. Pour garantir l'exercice de ce droit, l'envoi de la convention à l'inspection du travail ne peut être effectué pendant ce délai de quinze jours. Ensuite, l'administration dispose elle-même de quinze jours ouvrés pour donner son homologation. Si elle reste silencieuse à l'issue des quinze jours, l'homologation est réputée acceptée. Le départ de l'entreprise ne peut s'effectuer avant l'homologation administrative. Un refus du directeur départemental du travail peut faire l'objet d'un recours devant le conseil de prud'hommes, dans un délai de 12 mois à compter de demande d'homologation. 
Le contrat de travail continue de s'exécuter entre la signature de la convention et la date de la rupture. Le Code du travail prévoit que l'indemnité de rupture conventionnelle ne peut être inférieure à l'indemnité légale de licenciement. La rupture conventionnelle n'étant pas une démission, le salarié a le droit de recevoir des indemnités de chômage. Le statut fiscal et social (cotisations) de cette indemnité est moins favorable que celui de l'indemnité de licenciement. Depuis 2013, le forfait social payé par l'employeur est étendu aux indemnités de rupture, jusque-là partiellement exonérées. L'objectif est de réguler le recours des employeurs aux ruptures conventionnelles. La question de l'effet d'aubaine de la rupture conventionnelle pour les entreprises se séparant ainsi de travailleurs proches de l'âge de départ à la retraite a également pu être posée. Côté salarié, le risque d'utiliser cette forme de rupture au lieu de poser une démission moins avantageuse car ne donnant pas droit aux indemnités chômage est certain.
Les cadres bénéficient d'indemnités conventionnelles beaucoup plus avantageuses à rémunération et ancienneté données, avec 0,3 mois de salaire par année d'ancienneté en moyenne contre 0,25 par les ouvriers et les employés. Les inégalités d'indemnités entre salariés peuvent provenir des conventions collectives qui sont souvent plus favorables aux cadres, ou de négociations mieux réalisées en raison de meilleures connaissances du droit, ou du niveau de responsabilité du salarié, un haut niveau de responsabilité associé à une démotivation du salarié étant un manque à gagner plus important pour l'entreprise, qui a donc plus intérêt à ce qu'il parte.

### Le cas des salariés protégés
Dans le cas d'une rupture conventionnelle d'un salarié protégé, l'employeur doit solliciter l'avis consultatif du comité social et économique s'il existe et demander l'autorisation à l'inspection du travail. Un autre formulaire doit être utilisé.

## Effet sur le chômage et le turn-over: les controverses

### Problèmes de sécurité juridique
Après la promulgation de la loi de 2008, le nombre de ruptures conventionnelles n'a cessé d'augmenter, franchissant en 2022 le cap des 500 000 ruptures de ce type chaque année. Mais certains avocats recommandent de préférer le départ négocié car il apporte une meilleure sécurité juridique : la rupture conventionnelle ne permettant pas d'être certain à 100 % qu'il n'y a pas eu d'abus, les premières victoires des salariés aux prud'hommes confirmant cette relative insécurité.
En 2008, durant la négociation de l’accord « modernisation du marché du travail », la rupture conventionnelle était réclamée par les employeurs. La CFDT a reconnu que certains salariés sont de toute façon poussés à la démission : dans les cas très difficiles, la rupture conventionnelle permet au moins de recevoir une indemnisation une fois au chômage. La CGT y a vu un marché de dupes car l’employeur dispose de moyens de pression pour contraindre un salarié à accepter cette rupture, alors que ce dernier ne peut imposer une rupture conventionnelle.

### Rotation de l'emploi
Les syndicats se demandent si la France a les moyens d'une mesure qui mène chaque mois 25 000 salariés à France Travail et risque d'aggraver les problèmes de main d'œuvre dans les branches confrontées au problème des emplois non pourvus (restauration, bâtiment, aide familiale).
Ils évoquent aussi le risque d'accroître la rotation de l'emploi dans les entreprises, causant des déperditions d'expériences et de connaissances, au préjudice des clients et des équipes en place. Une bonne partie des salariés concernés auraient de toute façon été licenciés, mais certains sont plus enclins à faire des efforts pour éviter un licenciement, tandis qu'une rupture conventionnelle leur donne l'illusion d'un départ choisi et génère ensuite moins de pression de leur entourage pour retrouver rapidement du travail. La Grande-Bretagne a fait le choix en septembre 2012 de ne pas adopter un dispositif similaire faute d'effets positifs sur l'emploi.

### Les motivations des salariés
Une étude du Centre d'Études de l'Emploi réalisée par entretien en 2010 auprès de 101 salariés concernés a montré que plus des trois-quarts d'entre eux ne connaissaient pas l'existence de la rupture conventionnelle avant d'être amenés à en signer une, et qu'une partie non négligeable des salariés de l’échantillon avait déjà démissionné au moins une fois durant leur carrière. Le rapport a montré que « seul un quart des ruptures a correspondu à une situation de mobilité voulue et sécurisée par le salarié ». Pour cette sous-partie de l'échantillon, les motifs de départ les plus fréquemment évoqués par le salarié sont :
- concrétisation d'un projet de création d'entreprise arrivé à maturité ;
- embauche dans une autre société ;
- déménagement dans une autre région pour suivre un conjoint ;
- désir de prolonger un congé parental ;
- nécessité de s'occuper à plein temps d'un enfant, conjoint ou parent frappé d'une maladie très grave ;
- placardisation ou harcèlement moral prolongé générant des troubles de santé.

En 2023, le journal Les Échos relaie le témoignage d'une ancienne salariée qui a obtenu une rupture conventionnelle et qui a pu ainsi bénéficier des indemnités chômage. Elle a pu alors créer et débuter une entreprise personnelle sans avoir obligatoirement besoin de générer un revenu. Les Échos note qu'en 2018 les ruptures conventionnelles représentaient 21 % des dépenses d'allocations de l'Assurance-chômage, soit une facture de 7 milliards d'euros, et pose alors la question suivante : les ruptures conventionnelles ne remplaceraient-elles pas les démissions qui n'auraient rien coûté à l'Assurance-chômage ? Autrement dit, la collectivité finance-t-elle une reconversion ou un repos pour des salariés qui auraient en l'absence d'une rupture de ce type choisi la démission ? Les Échos indique alors que deux chercheurs ont réalisé une étude montrant que les ruptures conventionnelles ne se substituent ni aux démissions ni aux licenciements, mais ont juste mené à une augmentation du nombre de ruptures en dix ans (+18 %). De plus, Les Échos indique que l'Administration veille à ce que les ruptures conventionnelles ne dissimulent pas en réalité un licenciement économique, notamment en vérifiant que la rupture n'est pas suivie d'une disparition de poste. Un licenciement est en effet plus avantageux pour le salarié. Néanmoins, Les Échos estime que la rupture conventionnelle met dans des conditions très favorables pour lancer une start-up, et que cela est perçu comme tel dans l'univers professionnel français, qui véhicule la blague suivante : « Le premier business angel de France s'appelle France Travail ». Selon l'UNEDIC, en 2018, 15 % de ceux ayant fait une rupture conventionnelle ont créé ou repris une entreprise, contre 7 % pour les licenciés économiques.

### Contraintes
La rupture conventionnelle n'étant ni une démission ni un licenciement, certains avantages liés au licenciement sont perdus tels que :
- l'assurance perte d'emploi des crédits liés au licenciement, l'assureur évoquant que la rupture conventionnelle n'est pas un licenciement même si ce type de rupture ne fait pas partie des exclusions au contrat d'assurance.
- Fiscalement, dans la mesure où la rupture conventionnelle n'est pas imposée mais constitue une procédure qui permet à l'employeur et au salarié de convenir en commun des conditions de la rupture du contrat de travail, la rupture conventionnelle ne peut pas être assimilée à un licenciement. En conséquence, la rupture conventionnelle d'un contrat de travail ne fait pas partie des cas de force majeure justifiant l'absence de remise en cause de la réduction d'impôt, tel que par exemple la souscription de parts de FCPI, déduction dans le cadre du dispositif Scellier, déblocage de PERP.

### Chiffres
Après la création de la rupture conventionnelle en 2008, le nombre de ruptures de ce type ne cesse de croître. En 2018, la rupture conventionnelle est en forte hausse. Le 11 février 2019, le Ministère du Travail publie un rapport selon lequel plus de 437 000 ruptures conventionnelles ont été enregistrées en 2018, soit 3,4 % de plus que l'année précédente. Une hausse de 10 % est à noter dans les secteurs de la communication et de l'information et 7,2 % dans les secteurs des activités financières et des assurances.
Une nouvelle hausse de 1,5 % est enregistrée en 2019, donnant lieu à 444 000 ruptures. Et, en 2022, pour la première fois le seuil des 500 000 est dépassé.
26 % des signataires d'une rupture conventionnelle ont moins de 30 ans en 2018.
L'indemnité médiane perçue s'élève à 5 900 euros environ pour les cadres et à un peu moins de 1 000 euros pour les employés.
L'Île-de-France concentre plus d'un quart de l'ensemble des ruptures conventionnelles du pays.